# Fábrica de cerveza El Águila Negra
La Fábrica de cervezas el Águila Negra fue una fábrica de cerveza situada en Colloto, en el concejo asturiano de Siero, en el norte de España que se convirtió en la mayor cervecera del Principado, llegando su producción hasta el año 1993. 

## Descripción

### Historia
La empresa El Águila Negra fue constituida en Asturias en 1898, hasta entonces la zona de Colloto había destacado por la elaboración de sidra asturiana y sidra achampanada y fue la empresa Bodegas Asturianas la que comenzó su diversificación hacia la cerveza, produciendo la bebida ya en 1900. Para ello fue necesaria la colaboración de profesionales alemanes y checos. 
En los años 40 sobrevivió gracias a, entre otros factores, la recolecta de lúpulos propios y en los años 50 y 60 comienza el esplendor de la factoría, llegando a producir 48 000 litros diarios. En los años 70 comenzó a producir "cerveza "Kronenbräu", un tipo de lager especial basada en la receta de la desaparecida La Estrella de Gijón, una de las principales competidoras de la compañía en sus orígenes. En la década siguiente la producción alcanza los 68.000 litros diarios, gozando ya de un gran prestigio en varios lugares de España. A finales de los 80 atraviesa dificultades económicas y finalmente echa el cierre a comienzos de los años 90, llegando su producción hasta el año 1993. 
Existían tres estilos de cerveza: Brune (oscura), Pilsen (tradicional) y Lager especial (Kronenbräu).

### El edificio
La fábrica fue derribada para construir un polígono industrial aunque se conservó uno de sus edificios. Destaca por el carácter industrial del edificio, el uso del ladrillo visto en fachadas y chimenea, así como pináculos en forma de barriles con alas. El cuerpo del edificio destaca por dos torres almenadas en el centro y dos volúmenes en los laterales con tejados que recuerdan a la arquitectura francesa. También se conservan tres pequeños almacenes.
Tras años de abandono y ante el estado de ruina de las instalaciones, en 2018 comienza la intervención en la fábrica, realizando algunas mejoras aunque sin dotar de uso al edificio.